# Léger Chérelle
Léger Chérelle, né le 8 avril 1816 à Versailles et mort le 21 octobre 1881 à Paris, est un peintre et lithographe français.

## Biographie
Léger Honoré Chérelle est le fils d'Anne Chérelle.
Élève d'Eugène Delacroix, il expose au Salon de 1841 à 1885.
En 1866, il épouse Amélie-Sophie Duvochez, les peintres Jules-Antoine Duvaux et Félix Clouet sont témoins du mariage.
Il meurt à son domicile de la rue de Lübeck, à l'âge de 66 ans.

## Œuvres exposées aux Salons parisiens
- Fruits, au Salon de 1841
- Fruits, au Salon de 1841, étude
- Erigone, au Salon de 1842
- Pomone, au Salon de 1842
- Flore, au Salon de 1844
- L’Automne, au Salon de 1844
- Le Désir, au Salon de 1844
- Psyché, au Salon de 1844
- Des enfants traînant un charriot chargé de fruits, au Salon de 1845
- Un intérieur, au Salon de 1845
- Martyre de sainte Irène, au Salon de 1846
- Fruits dans une niche, au Salon de 1846
- Fruits et nature morte, au Salon de 1846
- Groupe de fruits sur une table, au Salon de 1846
- Corbeille de fruits, au Salon de 1847
- Erigone, au Salon de 1847 (Boulogne-sur-Mer)
- Groupe de fruits sur une table, au Salon de 1847
- Naufrage du vaisseau le St-Géran et mort de Virginie, au Salon de 1847 (Boulogne-sur-Mer)
- Perroquets se disputant des fruits, au Salon de 1847
- Groupe de fleurs et de fruits, au Salon de 1848
- L'alouette et ses petits, avec le maître du champ, au Salon de 1848
- L'été, au Salon de 1848
- Les premiers fruits d'été, au Salon de 1848
- Femme effrayée par un serpent, au Salon de 1849
- Tableau de fruits, au Salon de 1849
- La Dispute, au Salon de 1850
- La Poule dans l’embarras, au Salon de 1850
- La Première leçon de natation, au Salon de 1850
- La Reine des fleurs, au Salon de 1850
- Le Bouquet, au Salon de 1850
- Martyre de sainte Inéce, au Salon de 1851 (Marseille)
- Les deux rivaux, au Salon de 1852
- L’été, au Salon de 1852
- La Couvée, au Salon de 1853, pastel
- Paternité contestée, au Salon de 1853, pastel
- Sainte Irène, martyre, au Salon de 1855
- Jaloux de lui-même, au Salon de 1857
- Tentation, au Salon de 1857
- Voleur et volé, au Salon de 1857
- Un Coq heureux ; pastel, au Salon de 1859
- La Culbute ; pastel, au Salon de 1861
- Vive altercation ; pastel, au Salon de 1864
- Au Château ; pastel, au Salon de 1865
- L’âge d’or, au Salon de 1865
- Enfants lutinés, au Salon de 1866
- Le Partage contesté, au Salon de 1867
- Combat acharné, au Salon de 1870
- La Dispute, au Salon de 1872
- Entrée dans la vie, au Salon de 1877 (Toulouse)
- Les Gourmands, au Salon de 1877 (Toulouse)